# Позориште Славија
Позориште Славија основано је 26. децембра 1995. године у Београду. Налази се у улици Светог Саве бр. 16—18. Позориште редовни репертоар изводи од 1999. године, а исти је прилагођен савременој домаћој драмској продукцији. Позориште посебну пажну пружа жанровској разноликости репертоара.
Позориште Славија је од 2002. године основало сопствени међународни позоришни фестивал.
Добитник је најзначајнијих награда на многим фестивалима у земљи и иностранству; о овоме сведоче учешћа на следећим фестивалима: Дани комедије (Јагодина), Нушићеви дани (Смедерево), Дани Зорана Радмиловића (Зајечар), Жанкини дани (Раброво), Борини дани (Врање), Фестивал монодраме (Земун), Фестивал Мермер и звуци (Аранђеловац), Балкан театар фест (Димитровград), Фестивал глумаца (Шабац), Барски љетопис (Бар), Град театар (Будва), Дани комедије (Бијељина), Театар фест (Добој), Фестивал камерних сцена (Сарајево), Мајски Кијев (Кијев), Фестивал Клуже (Бовец), Међународни позоришни сусрети црноморских земаља (Трабзон), Медитерански фестивал комедије (Габрово), Међународни позоришни фестивал „Академија” (Омск)...
Позориште је изводило своје представе поред многобројних градова Европе и у Канади, у Аустралији, на Новом Зеланду, те у Африци.